# Ocean Conqueror
Ocean Conqueror è un videogioco simulatore di sottomarini pubblicato nel 1987-1988 per gli home computer a 8 bit Amstrad CPC, Commodore 64, MSX e ZX Spectrum dall'etichetta economica Rack It della Hewson.

## Modalità di gioco
Il giocatore è al comando di un sottomarino non nucleare in una guerra imprecisata e deve pattugliare una zona di mare con diverse isole dove le navi nemiche stanno portando rifornimenti. L'obiettivo è affondare entro un limite di tempo un certo numero di convogli, composti da un mercantile e due cacciatorpediniere ciascuno. Lo scenario è sempre lo stesso, ma si possono selezionare quattro livelli di difficoltà e un'opzione per attivare la nebbia, che disturba la visuale esterna.
Lo schermo di gioco è diviso orizzontalmente: in alto si ha una finestra rettangolare con la visuale dal periscopio oppure la mappa dell'area, e nella parte sotto si hanno gli strumenti di bordo, tra cui il radar/sonar al centro. Nella visuale esterna gli oggetti (navi nemiche, isole, piattaforme, fari) sono mostrati con grafica wireframe e si può cambiare il livello di ingrandimento. La mappa sostituisce la visuale quando lo si desidera o non appena il sottomarino si immerge, anche se di poco; ciò rende stranamente impossibile sfruttare il periscopio per attaccare senza essere visti. La mappa comprende due scale e le coordinate di convogli e porti.
Si dispone di controlli complessi effettuati con diversi tasti. Gli armamenti del sottomarino sono siluri lanciabili in avanti, orientabili solo di pochi gradi, e missili antinave teleguidati manualmente. Anche i cacciatorpediniere nemici sono dotati di missili. Si può variare il tipo di propulsione tra motore elettrico e diesel; quest'ultimo richiede aria ed è usato anche per generare aria compressa con cui svuotare le zavorre ed emergere. Nei momenti tranquilli lo scorrere del tempo di gioco può essere accelerato. Su due delle isole si trovano porti alleati ai quali, con manovre non banali, si può attraccare per riparazioni e rifornimenti.